# 森田銀行
森田銀行（もりたぎんこう）は、かつて福井県坂井郡三国町（現・福井県坂井市）に本店を置いていた銀行。

## 歴史
1894年（明治27年）に、北前船の廻船業者であった森田家当主の森田三郎右衛門によって、個人経営の形で森田銀行が設立された。1903年（明治36年）に株式会社組織に改組。順調に業績を拡大させ、福井県内において福井銀行、同じ廻船業者設立の大和田銀行に次ぐ有力銀行の地位を占めた。しかし昭和初期の金融恐慌を受けて、大蔵省と福井県は福井県内の銀行の統合を進めようとした。森田銀行、第五十七銀行、敦賀銀行、二十五銀行の4行を合併させ、若越銀行を設立しようとしたが、敦賀銀行と二十五銀行の反対で頓挫。結局、森田銀行は1930年（昭和5年）に福井銀行に合併された。

### 年表
- 1894年（明治27年）3月29日：設立。
- 1894年（明治27年）7月2日：開業[2]。
- 1903年（明治36年）11月：株式会社に改組[2]。
- 1927年（昭和2年）11月30日：加賀銀行を合併。
- 1928年（昭和3年）10月：勝山野村銀行を買収[2]。
- 1930年（昭和5年）12月7日：福井銀行に合併される[2]。

## 旧森田銀行本店
1920年（大正9年）に竣工した森田銀行の本店は、1997年（平成9年）12月12日に「旧森田銀行本店」という名称で登録有形文化財に登録された。鉄筋コンクリート造2階建であり、福井県内に現存する最古の鉄筋コンクリート造建築物である。設計は横浜町会所（現・横浜市開港記念会館）や長崎県庁を手がけた山田七五郎。天井には豪華な漆喰模様を施す一方、建物外観は茶系のタイル貼りで西洋の古典主義的デザイン。

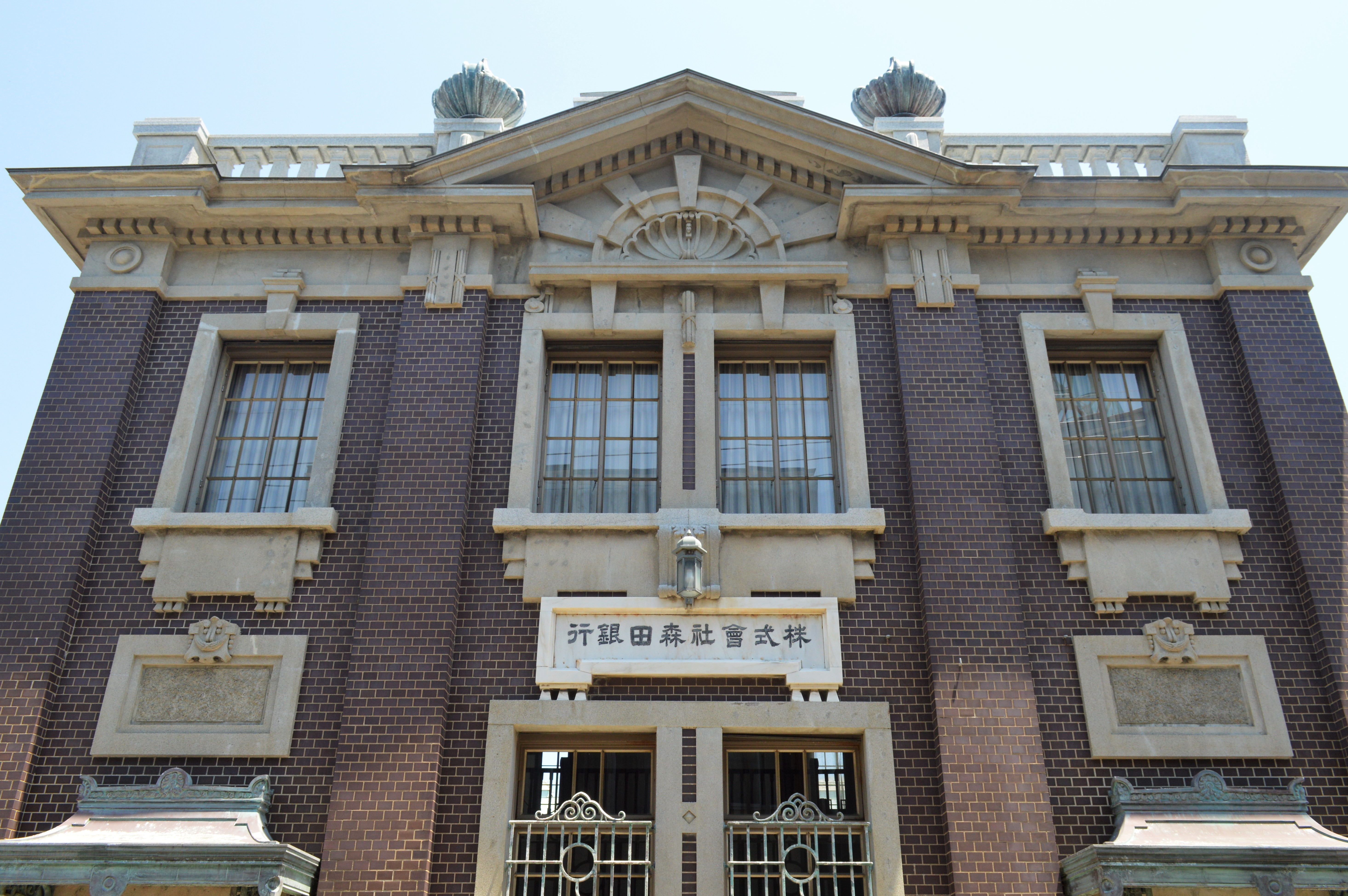
ファサード
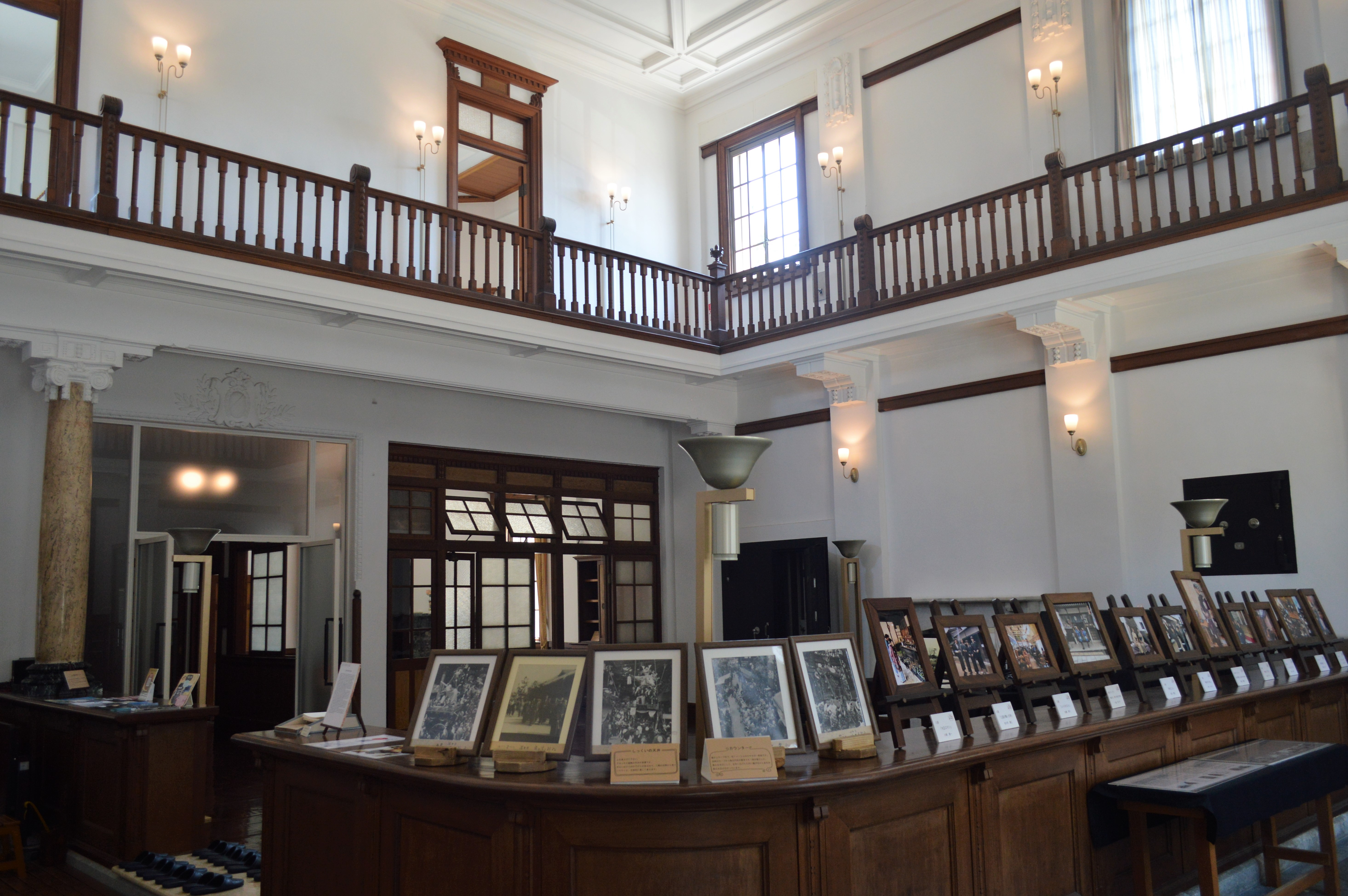
営業室や客溜まり
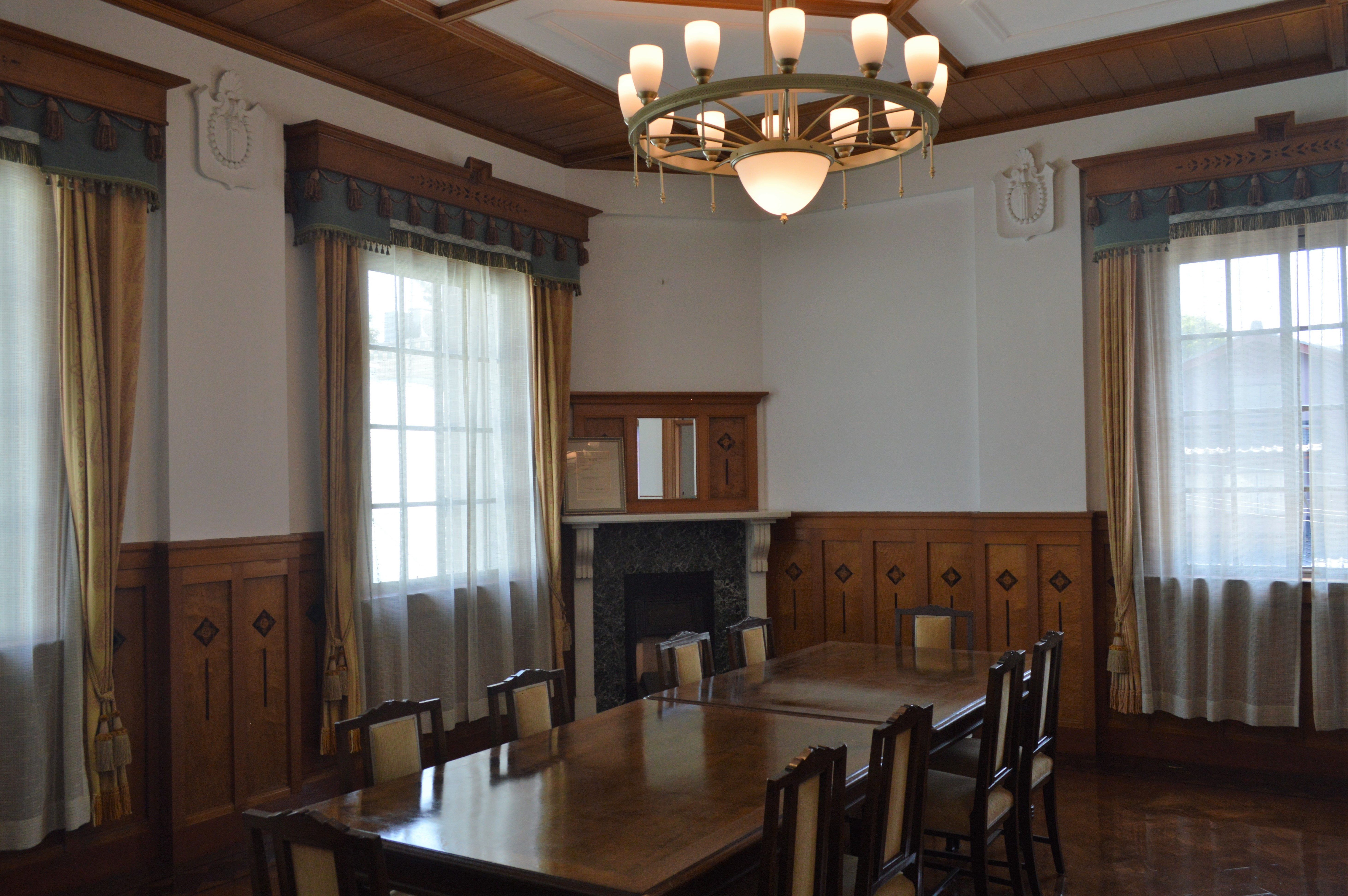
応接室
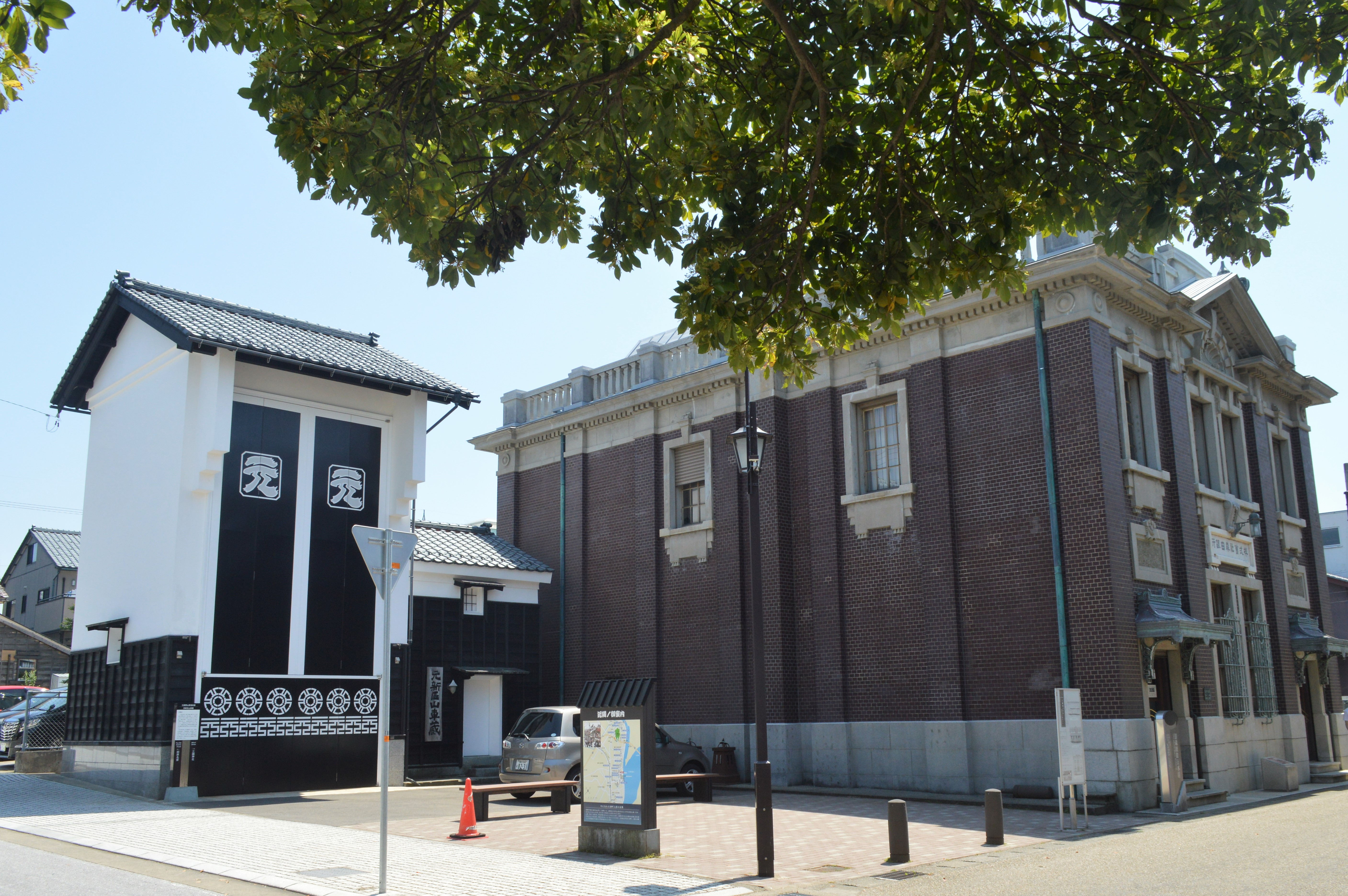
元町山車蔵に隣接する旧森田銀行本店